# Championnats panaméricains de VTT 2024
 (février 2025).
Si vous disposez d'ouvrages ou d'articles de référence ou si vous connaissez des sites web de qualité traitant du thème abordé ici, merci de compléter l'article en donnant les références utiles à sa vérifiabilité et en les liant à la section « Notes et références ».
Navigation
2023 2025
Les Championnats panaméricains de VTT 2024 ont lieu du 8 mai au 26 septembre 2024 dans divers lieux. Du 8 au 12 mai, Midway (Utah) aux États-Unis, accueille les compétitions de cross-country et cross-country eliminator. Les championnats de cross-country marathon ont lieu du 7 au 9 juin à Goianá au Brésil. Enfin, les épreuves de descente sont organisées du 26 au 29 septembre à La Libertad au Salvador.

## Résultats

### Cross-country eliminator
| Épreuves | Or           | Argent          | Bronze         |
| -------- | ------------ | --------------- | -------------- |
| Hommes   | Carter Hall  | Daniel Castillo | Erick Fierro   |
| Femmes   | Iara Caetano | Melissa Vargas  | Michela Molina |

### Cross-country marathon
| Épreuves | Or                      | Argent         | Bronze                |
| -------- | ----------------------- | -------------- | --------------------- |
| Hommes   | Sebastián Gesche Antona | Jose Marques   | Bruno Martins         |
| Femmes   | Karen Olímpio           | Michela Molina | Isabella Lacerda (pt) |

### Descente
| Épreuves | Or            | Argent            | Bronze                       |
| -------- | ------------- | ----------------- | ---------------------------- |
| Hommes   | Juan Muñoz    | Sebastian Holguin | Tyler Ervin                  |
| Femmes   | Valentina Roa | Mariana Salazar   | Florencia Rodriguez Contardo |